# Andrea Ostera
Andrea Ostera (Salto Grande, 1967) es una artista conceptual cuyo trabajo indaga sobre el medio fotográfico, sus condiciones, materialidad, límites y posibilidades. Recibió el Primer Premio en Fotografía del Fondo Nacional de las Artes (2017) y el Diploma al Mérito de la Fundación Konex (2002)

## Trayectoria
Finalizados sus estudios de grado en la Universidad Nacional de Rosario se muda a Nueva York para participa el programa de Estudios Generales en Fotografía, en el International Center of Photography. Concluida esta experiencia regresa a Argentina donde obtiene y desarrolla el programa de la Beca Kuitca. Poco después viaja a EE. UU., para realizar estudios de posgrado en Bellas Artes en la Universidad de Nueva York subvencionada por la beca Fulbright/Fondo Nacional de las Artes. En 2001, regresa a Rosario; al año siguiente recibe el Diploma al Mérito de la Fundación Konex.
Su obra, fuertemente conceptual, indaga sobre el medio fotográfico, el material sensible y la visualidad; en ella, el referente es tan solo un pretexto para una actividad centrada en el proceso de producción. Guiado por la pregunta sobre la representación fotográfica, sobre la condición mínima para que algo sea considerado fotografía, el trabajo de Ostera devela el modo en que se construyen aquellas imágenes y se establecen sus sentidos.
En 2017 recibe el Primer Premio en Fotografía, Concurso de Artes Visuales del Fondo Nacional de las Artes con su obra "Capturas de pantalla".

(...)"Capturas de pantalla", una suerte de breve historia de la fotografía y una singularísima "performance", desplegada en fotogramas impresos en papeles ya inservibles en la era de los píxeles, como un inventario de gestos, materias y géneros rescatados del olvido, en diálogo fecundo con sus herederos digitales. El proceso es técnicamente sencillo pero pródigo en iluminaciones visuales y conceptuales. Ostera dispuso una foto tomada con el celular en la pantalla de inicio y después, desandando siglos en la historia de la fotografía hasta los experimentos pioneros de William Henry Fox Talbot, dejó que la luz de la pantalla imprimiera la imagen en un papel fotosensible ya vencido.
Graciela Speranza

El mismo año recibe una Mención de honor en el V Premio de Fotografía ArtexArte y la Beca Creación del Fondo Nacional de las Artes. En 2018 Diego Obligado Ediciones publica el libro "Andrea Ostera. Obras/Works 1994-2007"
Su práctica artística no se limita a la producción de obra. En Rosario, donde vive y trabaja, es docente desde 1998 en la Escuela Municipal de Artes Manuel Musto; fue curadora del programa Fotografía Emergente, en el Centro de Expresiones Contemporáneas (CEC); trabajó en la puesta en valor del archivo de negativos del Museo de la Ciudad de Rosario; y forma parte de Camarada, un colectivo de activista de la fotografía responsable, entre otros proyectos, de Pequeña Biblioteca y Archivo Amateur.
Su obra integra las colecciones del Museo Nacional de Bellas Artes (Buenos Aires), Museo de Arte Moderno (Buenos Aires), Museo Castagnino+Macro (Rosario), Museo de Arte Contemporáneo (Bahía Blanca).

## Obra
- IA - 2019[9]
- Materialidades II - 2019[10]
- Marshals - 2019[11]
- Spotting - 2019[12]
- AAT - 2018/2019[13]
- Respuestas inteligentes - 2018/2019[14]
- Do it Rosario - Moon over Takasaki - 2018[15]
- Rayos incógnita - 2017/2018[16]
- La doble vida - 2017[16]
- Universos - 2016/2020[17]
- Scrolls - 2016/2018[18]
- Capturas de pantalla - 2015/2016[19]
- Repliegues - 2015/2016[20]
- Inmersiones - 2015/2016[21]
- Joy -2015/2016[22]
- 30 años, 3 miradas - 2013[23]
- +5 - 2010/2012[24]
- Artefactos - 2010/2011[25]
- Fin de fiesta II - 2006[26]
- Typographic proyect - 2006/2008[27]
- Fin de fiesta I - 2006[28]
- El cíclope - 2001/2005[29]
- La oscuridad - 1998/2000[30]
- Materialidades I - 2000/2018[31]
- Fotos con holga - 1994/1999[32]
- Fotogramas - 1994/2000[33]

## Exhibiciones (selección)
Individuales:
- ‘11 Operaciones combinadas’, Diego Obligado Galería de arte (2019)
- ‘Persona’, Centro Cultural Kirchner (2018)
- ‘Affaire’, Fotogalería del Centro Cultural Rojas (2017)[34]
- ‘Capturas de pantalla’, Mal de Archivo (2016)
- ‘+room’, Museo Castagnino+Macro (2016)
- ‘Ostera en Oliva’, Oliva Libros (2015)
- ‘Fin de Fiesta’, Ex P.A.C.I.O, Pasaje Pam (2006)
- ‘Andrea Ostera’, Galería de FADU/UBA (2004)
- ‘Fotogramas’, Fotogalería del Teatro Municipal General San Martín (1998)
- ‘Conciso, sucinto, preciso’, Centro Cultural Bernardino Rivadavia (1997)
- ‘The dream evening’, Rencontres Internationales de la Photographie en Arlés, Francia (1996)
- ‘De los tiempos’, Fotogalería del Centro Cultural Municipal de Santa Fe (1996)

Colectivas:
- ‘Formas de desmesura’, Museo Nacional de Bellas Artes, Buenos Aires (2019)[35]
- ‘Maquinaciones, diálogos contemporáneos’, BIENALSUR II, Museo Municipal de Arte Moderno de Cuenca, Ecuador (2019)
- ‘Utopías y distopías en el paisaje contemporáneo’, BIENALSUR II, MAAC, Guayaquil, Ecuador (2019)
- ‘Lar doce lar’, BIENALSUR II, Embajada de Brasil en Buenos Aires (2019)
- 96o Salón de Mayo, Museo Rosa Galisteo de Rodríguez (2019)
- ‘10 años – Salto Luz’, Museo Juan Carlos Castagnino, Mar del Plata (2019)
- ‘Do it Rosario’, Centro Cultural Parque de España, Rosario (2018)
- 6o Premio AAMEC de Fotografía Contemporánea Argentina, Museo Caraffa (2018)
- 107o Salón Nacional de Artes Visuales, Casa del Bicentenario (2018)
- ‘Una comunidad imaginada’, Casa del Bicentenario (2017)
- ‘Maquinaciones’, I Bienal de Mercosur, MAAC (2017)
- arteBA Focus #2, Arenas Estudios (2017)
- ‘Otra situación de tiempo’, Museo MAR, Mar del Plata (2017)
- ‘V Premio de Fotografía ArtexArte’, Fundación ArtexArte, Buenos Aires (2017);
- ‘30 años, 3 miradas’, Museo de Bellas Artes J. B. Castagnino (2013)
- ‘Pinta bien, arte de Santa Fe’, Centro Cultural Recoleta (2012)
- Museo Castagnino (2011)
- ‘Allí, allá’, Plataforma Bogotá (2012)
- ‘Lima Photo’ (2011)
- ‘About change’, World Bank Main Complex, Washington D. C. (2011)
- ‘La naturaleza de las mujeres’, Fundación OSDE Rosario (2010)
- ‘Fotografía en la Argentina (1840-2010)’, ArtexArte, Buenos Aires (2010).